# مارك ويتفيلد
مارك ويتفيلد (بالإنجليزية: Mark Whitfield)‏ هو عازف جاز وعازف قيثارة أمريكي، ولد في 6 أكتوبر 1966 في ليندينهورست في الولايات المتحدة.

## وصلات خارجية
- مارك ويتفيلد على موقع ميوزك برينز (الإنجليزية)
- مارك ويتفيلد على موقع أول ميوزيك (الإنجليزية)
- مارك ويتفيلد على موقع ديسكوغز (الإنجليزية)